# 방사모로

방사모로의 기

방사모로의 문장

방사모로의 위치

민다나오 무슬림 방사모로 자치구(영어: Bangsamoro Autonomous Region in Muslim Mindanao)는 필리핀 남부 민다나오섬에 무슬림 민다나오 자치구를 대체하여 만들어진 자치구다.
2012년 10월 15일에 필리핀 정부와 모로이슬람해방전선(MILF)이 기본 조약에 따른 자치구 설립에 합의했다. 2014년 3월 25일에 필리핀 정부와 모로이슬람해방전선이 마닐라에서 체결한 평화 협정에 따라 방사모로 자치구 설립 계획이 채택되었다.
2015년 8월에 필리핀 의회에서 통과된 《방사모로 자치구 기본법》을 기반으로 한다. 방사모로 자치구는 독자적인 입법부, 행정부, 사법부, 자치 정부 수반을 갖게 되며 대신 경찰, 국방, 외교, 통화 발행은 중앙 정부가 행사한다. 또한 이슬람교의 율법인 샤리아는 무슬림에 한해서 적용된다. 2019년 2월 26일에 방사모로 자치구가 정식 설립되었다.

## 같이 보기
- 무슬림 민다나오 자치구